# Jüdische Gemeinde Norden

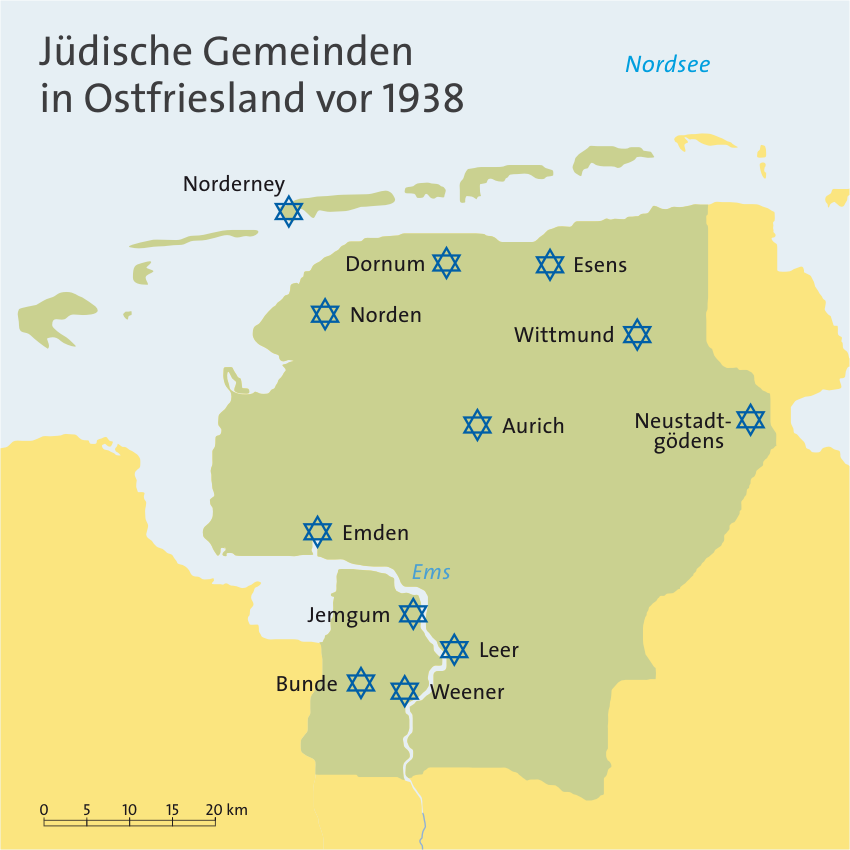
Jüdische Gemeinden in Ostfriesland vor 1938

Die jüdische Gemeinde in Norden bestand über einen Zeitraum von rund 450 Jahren von ihren Anfängen im 16. Jahrhundert bis zu ihrem Ende im Oktober 1940. Zur Gemeinde in Norden gehörten auch die Juden in Marienhafe, Upgant-Schott und seit 1863 die in Hage sowie auf Norderney. Diese betrieben ab 1878 eine eigene Synagoge, bestatteten ihre Verstorbenen jedoch weiterhin auf dem jüdischen Friedhof in Norden.

## Geschichte der Jüdischen Gemeinde in Norden

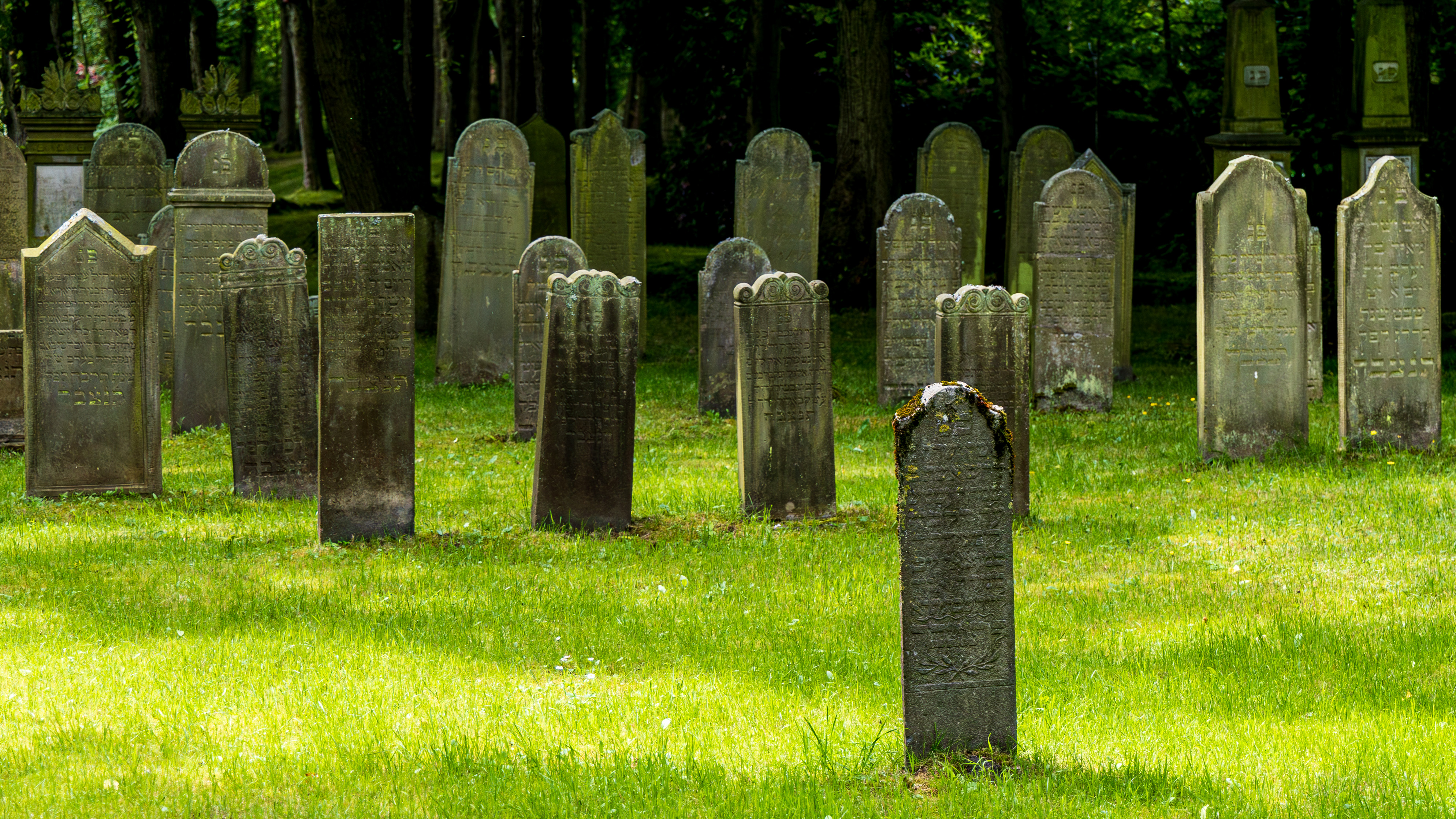
Der jüdische Friedhof von Norden

Wann genau sich die ersten Juden in Norden niedergelassen haben, ist unklar. Allgemein wird angenommen, dass dies um 1550 geschehen ist.
Die frühesten Aufzeichnungen stammen aus dem Jahr 1577, als die Emder und Norder Juden einen Brief an Gräfin Agnes von Hoya schrieben, um ihre bevorstehende Ausweisung abzuwenden. Eine zeitgenössische Quelle erwähnt 1581 zum ersten Mal einen im Ort ansässigen Juden. Graf Edzard II. stellte dem Juden Meyer und seiner Familie 1591 den ältesten erhaltenen Schutzbrief für Juden in Ostfriesland aus.
Aufgrund späterer Quellen ist jedoch davon auszugehen, dass es zu diesem Zeitpunkt bereits eine jüdische Gemeinde im Ort gegeben haben muss. Das geht aus einem Schreiben des in Norden ansässigen Hofjuden Meyer Calmans an die Fürstin Christine Charlotte hervor. Er schrieb am 22. August 1669, dass die Juden in Norden schon vor hundert Jahren ein Stück Land gepachtet hatten, um darauf einen Friedhof anzulegen. Dies war der älteste jüdische Friedhof in Ostfriesland. Auch die Juden von Emden und Aurich begruben ihre Toten zunächst hier. Bei der Erneuerung des Pachtvertrages im September 1669 wurden diese Angaben bestätigt und darauf hingewiesen, dass die Juden nach Anweisung die Heuer alle Jahr richtig bezahlt und erstattet hätten.

### 16. Jahrhundert bis 1933
1577 verfassten die Juden von Norden und Emden ein Schreiben an die Gräfin Agnes von Hoya (Agnes von Hoya war mit dem Grafen Johann II. von Rietberg und Herren des Harlingerlandes verheiratet. Sie war die Mutter von Walburga, der Erbtochter der Grafschaft von Rietberg und späteren Frau Enno III.), brachten ihre Bedenken gegen eine drohende Ausweisung aus Ostfriesland zum Ausdruck und baten sie, sich für die Juden Ostfrieslands beim Grafen Edzard II. einzusetzen. Grund für dieses Schreiben war ein Streit zwischen der Stadt Emden und dem Grafen in Aurich, die beide jeweils für sich und allein die Erhebung von Schutzgeldern und Judengeleiten in Anspruch nahmen. Ob sich Agnes für die Juden eingesetzt hat, ist unbekannt, jedenfalls scheint der Graf als Sieger aus diesem Konflikt hervorgegangen zu sein, denn die Juden wurden nicht ausgewiesen. Der Konflikt war damit jedoch keineswegs gelöst und die ostfriesischen Städte setzten ihre Beschwerden gegen die Juden fort.
Im 17. Jahrhundert wuchs die Gemeinde trotz wiederholter Bedrohungen und Restriktionen seitens der lokalen und regionalen Obrigkeit. Die Juden von Norden betätigten sich vor allem als Geldverleiher, Pfandleiher und Händler, wobei sie zunehmend auch in den Vieh- und Fleischhandel einstiegen.
Im 18. Jahrhundert wuchs die jüdische Gemeinde trotz wirtschaftlicher und sozialer Schwierigkeiten weiter. Im Jahr 1744 zählte die Gemeinde 16 Familien, was etwa 80 Personen entsprach.
us einem Bericht des Bürgermeisters aus den Jahren 1701 bis 1705 geht hervor, dass es Spannungen zwischen der jüdischen Gemeinde und den christlichen Bewohnern der Stadt gab, die sich oft in Form von Beschränkungen und Regelungen äußerten.

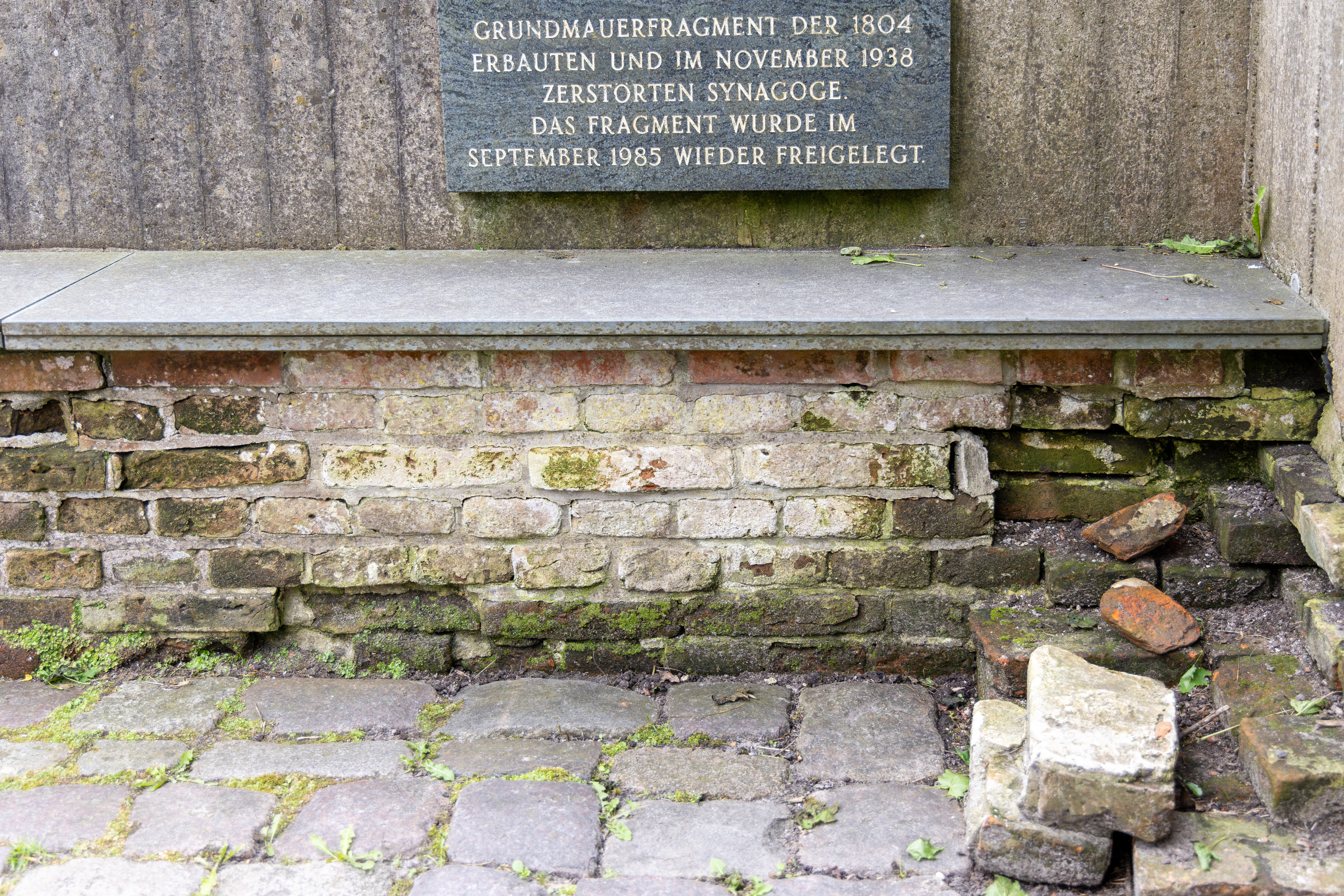
Ruine der Synagoge Norden

Die (erste) Synagoge wurde 1804 errichtet. Bis zum Jahr 1861 wuchs die Gemeinde auf 319 Personen an, was 3,5 % der Gesamtbevölkerung entsprach. In dieser Zeit war die jüdische Gemeinde wirtschaftlich gut integriert, viele Mitglieder betätigten sich erfolgreich im Viehhandel und als Schlächter. Während des Deutsch-Französischen Krieges (1870–1871) dienten jüdische Männer aus Norden in der Armee.
Trotz der Integration und der aktiven Teilnahme am gesellschaftlichen Leben sah sich die jüdische Gemeinde im Gegensatz zu den anderen ostfriesischen Orten häufig mit einem offenen Antisemitismus konfrontiert, der sich mit dem verstärkten Zuzug von polnischen und russischen Juden infolge der Pogrome von 1881 bis 1884 sogar noch verstärkte. Ein Beispiel hierfür ist die wiederholte Ablehnung ihres Antrags, einen direkten Zugang zum jüdischen Friedhof zu erhalten. Recha Freier (* 29. Oktober 1892 in Norden, Ostfriesland; † 2. April 1984 in Jerusalem, Israel; geborene Schweitzer) wurde schon in ihrer Kindheit mit diesem Antisemitismus konfrontiert, als sie mit ihrer Familie durch ein Schild am Betreten des Blücherplatzes gehindert wurde.
Darüber hinaus gab es zur Jahrhundertwende Gerüchte, wonach die zugezogenen Juden die Cholera übertragen würden. Der Ostfriesische Kurier schrieb dazu (u. a.), das mehr ungezogene als ernst zu nehmende Gebaren gegen die Fleischnot birgt auch in Bezug auf die drohend ihr Haupt erhebende Cholera ernste Gefahren. Denn mit der Oeffnung der Grenze kommen nicht nur russische Schweine, sondern auch – russisch polnische Juden über die Grenzen! Das amtliche Kreisblatt von Norden schlägt in dieselbe Kerbe und schreibt: Viel gefährlicher sind in ihrer unglaublichen Unsauberkeit die russisch-polnischen Juden.
Dieser offene Antisemitismus in Norden dürfte dazu beigetragen haben, dass sich der Zionismus von Norden aus über Ostfriesland und die Niederlande ausbreitete. Ab 1897 gab es zionistische Vorträge in Norden. In einem Artikel von Die Welt heißt es dazu:

„Norden. Unsere ostfriesischen Juden, ein körperlich und geistig kerngesunder Stamm, welcher aus spagnolischer und aschkenasischer Mischung hervorgegangen ist, hatte vor einigen Tagen zum erstenmale Gelegenheit, vom Zionismus zu hören und sich für ihn zu begeistern. Herr Dr. Loewe aus Jaffa, der Palästina schon oft in allen seinen Teilen bereist hat, hielt hier einen ebenso glänzenden wie interessanten Vortrag über ‚Palästina, Land und Leute‘. Kein Mitglied der Gemeinde versäumte es, dem ‚Esra‘, in dessen Namen der Propagandavortrag stattfand, beizutreten, zum Theil mit sehr namhaften Beiträgen. Herr Dr. Loewe wird morgen in zwei anderen Städten Ostfrieslands jüdisch-nationale Beiträge Vorträge halten, um dann die zionistische Propaganda nach den Niederlanden zu tragen. Die Furcht vor dem bösen Zionismus, die geflissentlich von gewissen Rabbinern in's Volk getragen wurde, ist hier unbekannt. Gleichwohl darf man diese Erfolge umso weniger unterschätzen, als sie die Grundlage einer nach Westfriesland und Holland gerichteten Agitation sein werden. Wir wünschen dem Rufer im Streite weiteren guten Erfolg.“

1903 erfolgte ein Neubau der Synagoge an gleicher Stelle. Neben ihr bildeten eine Schule, ein Mikwe (rituelles Tauchbad), Häuser für den Lehrer, den Kantor und den Synagogendiener sowie das Sekretariat das jüdische Gemeindezentrum im Synagogenweg (ehemals Judenlohne genannt).

### 1933 bis 1938

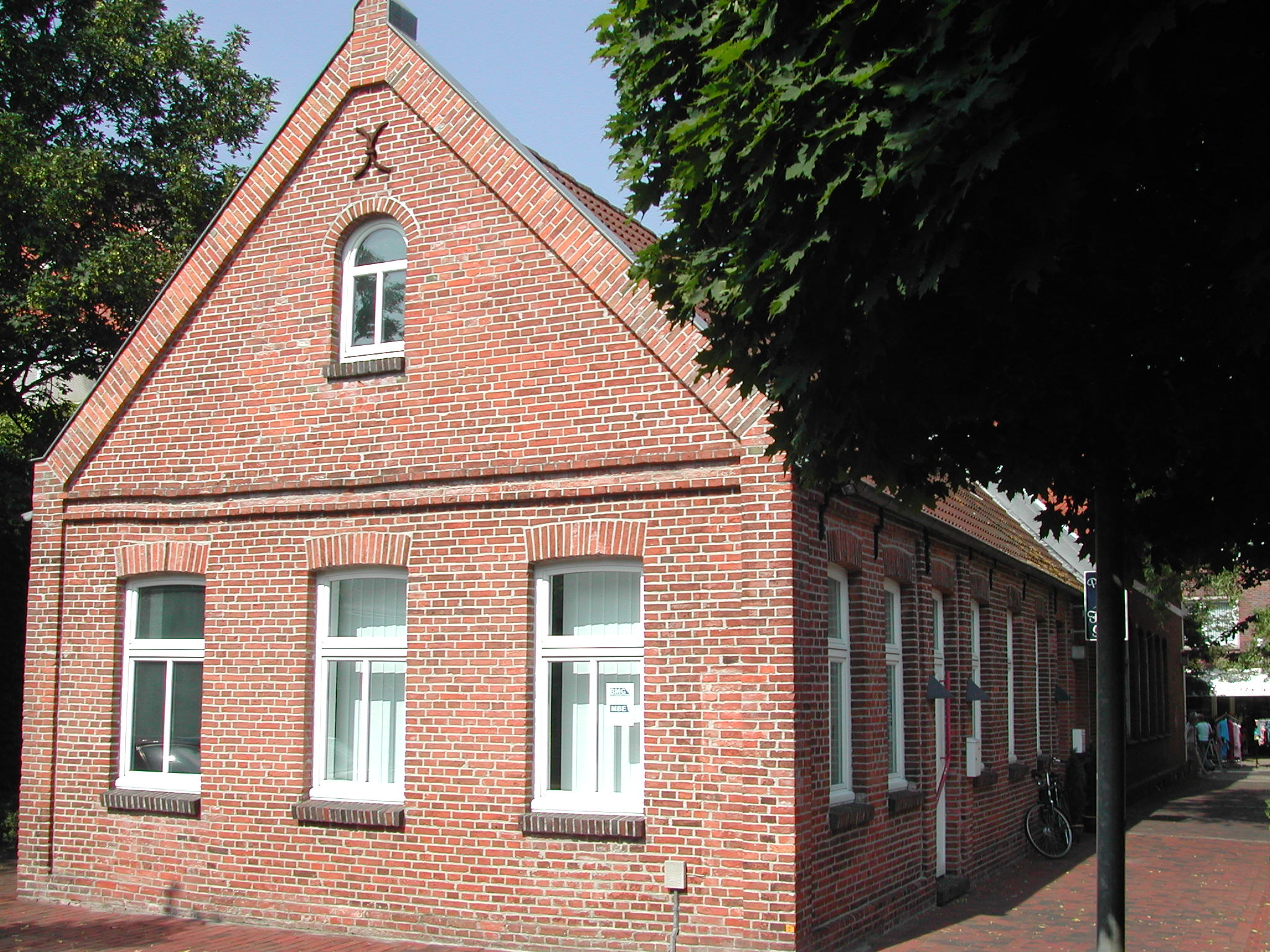
Ehemalige jüdische Schule in Norden

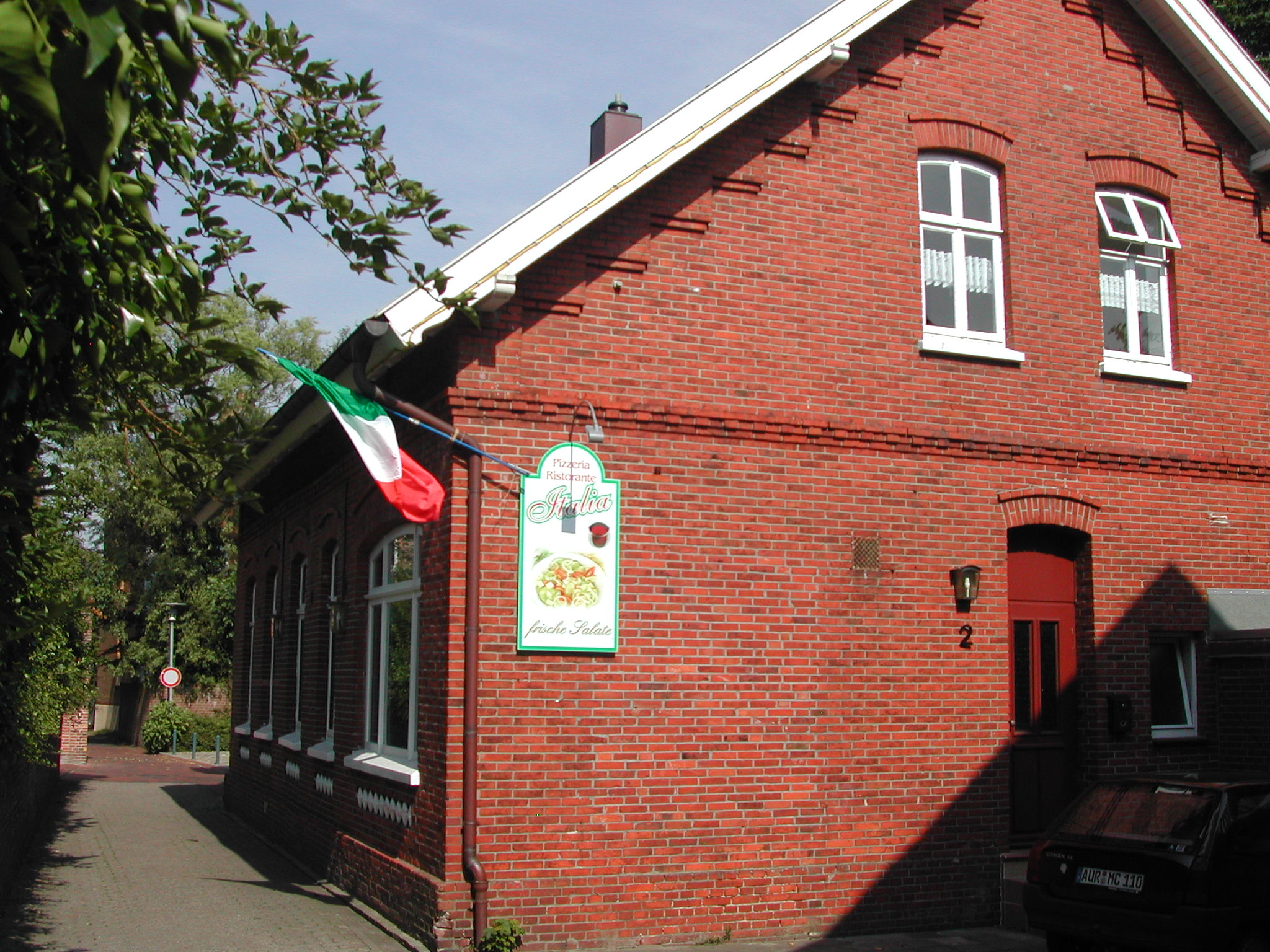
Ehemaliges jüdisches Sekretariat in Norden

Nach der Machtübernahme der Nationalsozialisten im Jahre 1933 hatten die Juden in Norden, wie überall in Deutschland, unter den Repressionen des NS-Staates zu leiden: Zunächst wurden sie registriert, die Gestapo überprüfte bei einigen von ihnen überdies die politische Gesinnung. Vereine, Organisationen und Veranstaltungen standen mit Beginn der nationalsozialistischen Diktatur gleichfalls unter Beobachtung. Am 28. März 1933 wurden alle jüdischen Geschäfte in Norden geschlossen. Am selben Tag erließ Anton Bleeker, der Standartenführer für Ostfriesland, ein Schächtverbot für alle ostfriesischen Schlachthöfe und ordnete an, dass die Schächtmesser verbrannt werden. Am 29. März wurde die Bevölkerung von Norden mit einer Anzeige der SA im Ostfriesischen Kurier über die weitere Durchführung des Boykotts informiert, in der es hieß:

„Bekanntmachung!
Das Aktionskomitee des Kreises Norden zur praktischen planmäßigen Durchführung des Boykotts jüdischer Geschäfte, jüdischer Waren, jüdischer Aerzte und jüdischer Rechtsanwälte befindet sich in Norden in der ‚Börse‘, Telephon 2188
Die SA-Führung“

Die Namen der Bürger, die weiterhin in jüdischen Geschäften kauften, wurden in der Presse veröffentlicht. Der Boykott wurde am 5. April offiziell beendet, da die Hetze inzwischen vollständig verstummt sei.
Dennoch wurde die Diskriminierung mittels Propaganda, Verordnungen und Gesetzen weiter betrieben. So wurde 1934 die jüdische Schule zur „Privatschule“ erklärt, was die staatlichen Zuschüsse auf ein Minimum reduzierte.
In Norden gab es Übergriffe der SA gegen einen jungen Juden und seine „arische“ Freundin wegen sogenannter „Rasseschändung“: Bei diesen Übergriffen klatschten die Zuschauer Beifall. Wenig später wurde eine junge Frau aufgegriffen, der Beziehungen zu einem Juden vorgeworfen wurden, sie wurde öffentlich durch die Stadt geführt und auf dem Schild, das sie um den Hals tragen musste, war zu lesen: „Ich bin ein deutsches Mädchen und habe mich vom Juden schänden lassen“.

### „Reichspogromnacht“ 1938

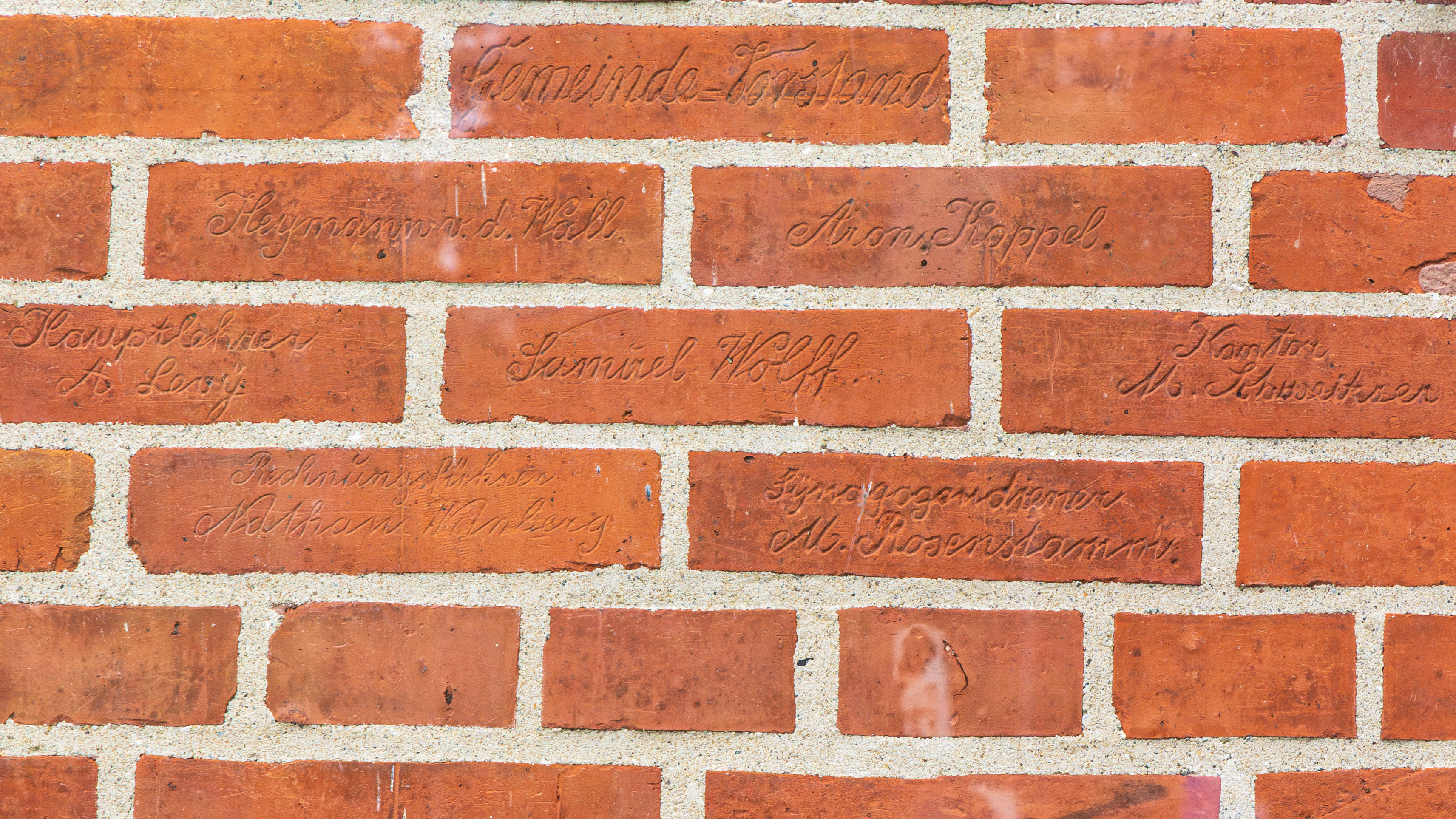
Die Namen des jüdischen Gemeindevorstandes in den 1930er Jahren, eingeritzt in die Wand des jüdischen Gemeindehauses

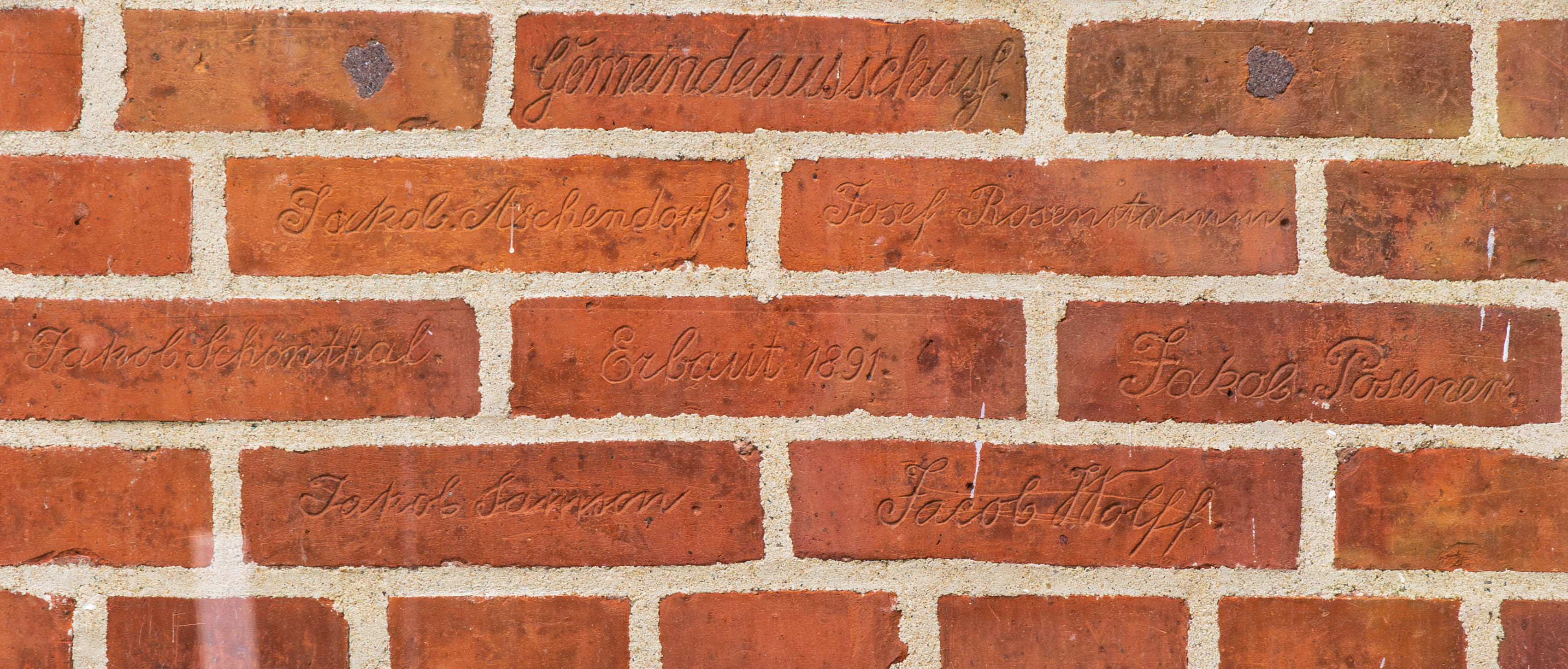
Die Namen des jüdischen Gemeindeausschusses in den 1930er Jahren, eingeritzt in die Wand des jüdischen Gemeindehauses

In der Nacht vom 9. auf den 10. November 1938 kam es auch in Norden zu den von Goebbels und Hitler befohlenen Ausschreitungen gegen die Juden, die später als „Reichskristallnacht“ oder Novemberpogrome 1938 bezeichnet wurden, die allerdings einen in dieser Nacht für die damaligen Verhältnisse zunächst ungewöhnlichen Verlauf hatten:
Der Kreisleiter der NSDAP von Norden-Krummhörn, Lenhard Everwien, wurde erst um Mitternacht von dem zufällig in Emden anwesenden Gauhauptstellenleiter Meyer erreicht. Dieser teilte ihm mit, dass der zuständige SA-Führer in Norden, Sturmbannführer Wiedekin, nicht erreichbar sei. Ewerwien solle, so im Ablauf, „dies nun persönlich in die Hand nehmen“. Nachdem Ewerwien zunächst untätig geblieben war, wurde er dann gegen 1 Uhr in der Nacht direkt von Oldenburg aus aufgefordert, Wiedekin zu wecken. Everwien rief daraufhin die Partei- und die SA-Führung sowie die Feuerwehr in den frühen Morgenstunden des 10. November zusammen. Er informierte sie über die Weisung, dass die Synagoge anzuzünden und alle Juden zu verhaften seien. Von der Feuerwehr verlangte er Garantien zum Schutz der Nachbarhäuser. Der inzwischen geweckte Wiedekin gab nach der Alarmierung der SA den Befehl an die ihm unterstellte SA in Dornum weiter.
Ab jetzt unterscheidet sich der Ablauf nicht von anderen Orten:
Kurz darauf brannte die Synagoge, die Feuerwehr wurde herbeigeholt, um eine Ausbreitung des Feuers auf „nichtjüdischen“ Besitz zu verhindern, jedoch nicht die brennende Synagoge zu retten. Die Juden wurden anhand einer Judenkartei von der SA zusammengetrieben, gedemütigt und misshandelt und zum Norder Schlachthof getrieben. Am nächsten Tag wurden sie zunächst zu Aufräumarbeiten an der Synagoge eingesetzt, wobei die SA sie zwang, noch erhaltene Kultgegenstände zu verbrennen. Anschließend wurden die Frauen entlassen und die Männer zum Teil in der Schule, zum Teil im Norder Gefängnis untergebracht. Am 11. November wurden sie schließlich zusammen mit etwa 200 anderen jüdischen Ostfriesen nach Oldenburg „überstellt“, wo sie in einer Kaserne zusammengetrieben wurden. Ca. 1.000 jüdische Ostfriesen, Oldenburger und Bremer wurden anschließend mit einem Zug in das Konzentrationslager Sachsenhausen nördlich von Berlin deportiert, wo sie bis Dezember 1938 oder Anfang 1939 inhaftiert blieben.
Nach und nach freigelassen, mussten sie aber die Folgekosten der angeordneten Zerstörung der Synagoge selbst aufbringen; der Wiederaufbau der Synagoge selbst wurde verboten. Alle Konten jüdischer Bürger wurden gesperrt und mit einer „Judenabgabe“ von 500 bis 3000 Reichsmark belegt, sie erhielten lediglich einen Freibetrag von 150 Reichsmark im Monat.

### Exodus, Vertreibung und Ermordung
Nach den Novemberpogromen löste sich die Jüdische Gemeinde in Norden schnell auf. Wohnten 1938 noch 78 Juden im Ort und weitere 10 im zur Synagogengemeinde gehörenden Marienhafe, sank diese Zahl bis zum 16. April 1940 auf 11 Personen. Neun von ihnen wurden kurz darauf abtransportiert, während die beiden halbwüchsigen Söhne eines jüdischen Vaters und einer nichtjüdischen Mutter ab Oktober 1940 bei auswärtigen Verwandten versteckt werden konnten und nicht mehr auffindbar waren. So oder so, seitens der nationalsozialistischen Dienststellen konnte Norden nun „judenfrei“ gemeldet werden.

### Nachkriegszeit
Fast 50 % der jüdischen Norder wurden im Holocaust ermordet. In Norden selbst wurden die Prozesse gegen die Hauptverantwortlichen 1948 und 1951 geführt. Das Gericht verhängte in beiden Prozessen bei 13 Verfahrenseinstellungen und sieben Freisprüchen Freiheitsstrafen zwischen ein und vier Jahren, von denen der größte Teil auf Bewährung ausgesetzt wurde. Eine jüdische Gemeinde existiert nicht mehr.

## Gemeindeentwicklung
Die jüdische Gemeinde in Norden unterhielt ab 1878 eine Außenstelle auf Norderney, um den vielen dortigen jüdischen Badegästen gerecht zu werden. Weitere Orte, deren jüdische Bürger von der Norder Synagogengemeinde aus betreut wurden, waren Hage, Marienhafe und Westerende.
| Jahr           | Gemeindemitglieder |
| -------------- | ------------------ |
| 1802           | 193 Personen       |
| 1867           | 314 Personen       |
| 1885           | 253 Personen       |
| 1905           | 283 Personen       |
| 1925           | 231 Personen       |
| 1938           | 88 Personen        |
| 1940 16. April | 11 Personen        |

## Gedenkstätten

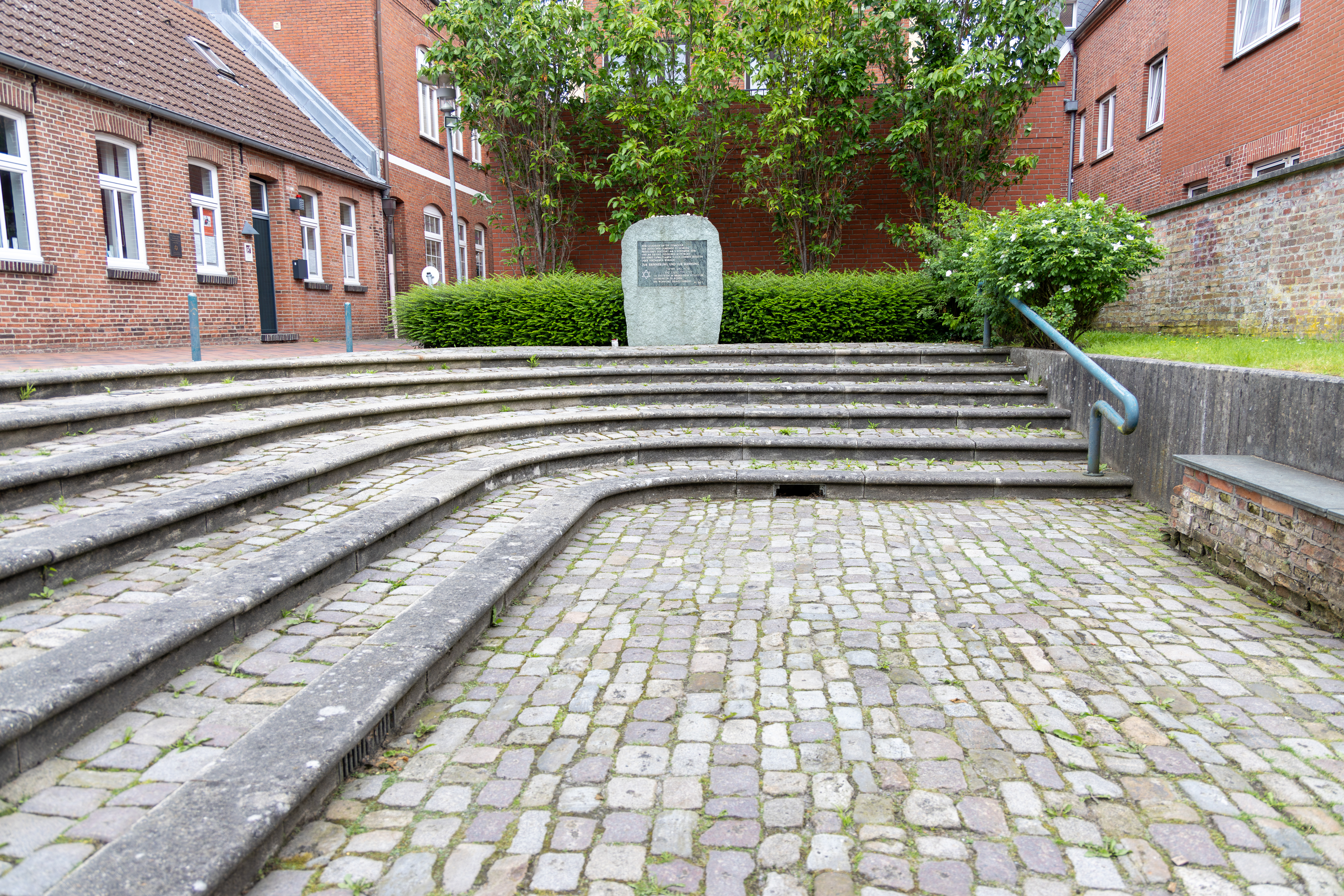
Gedenkstätte Platz der Synagoge

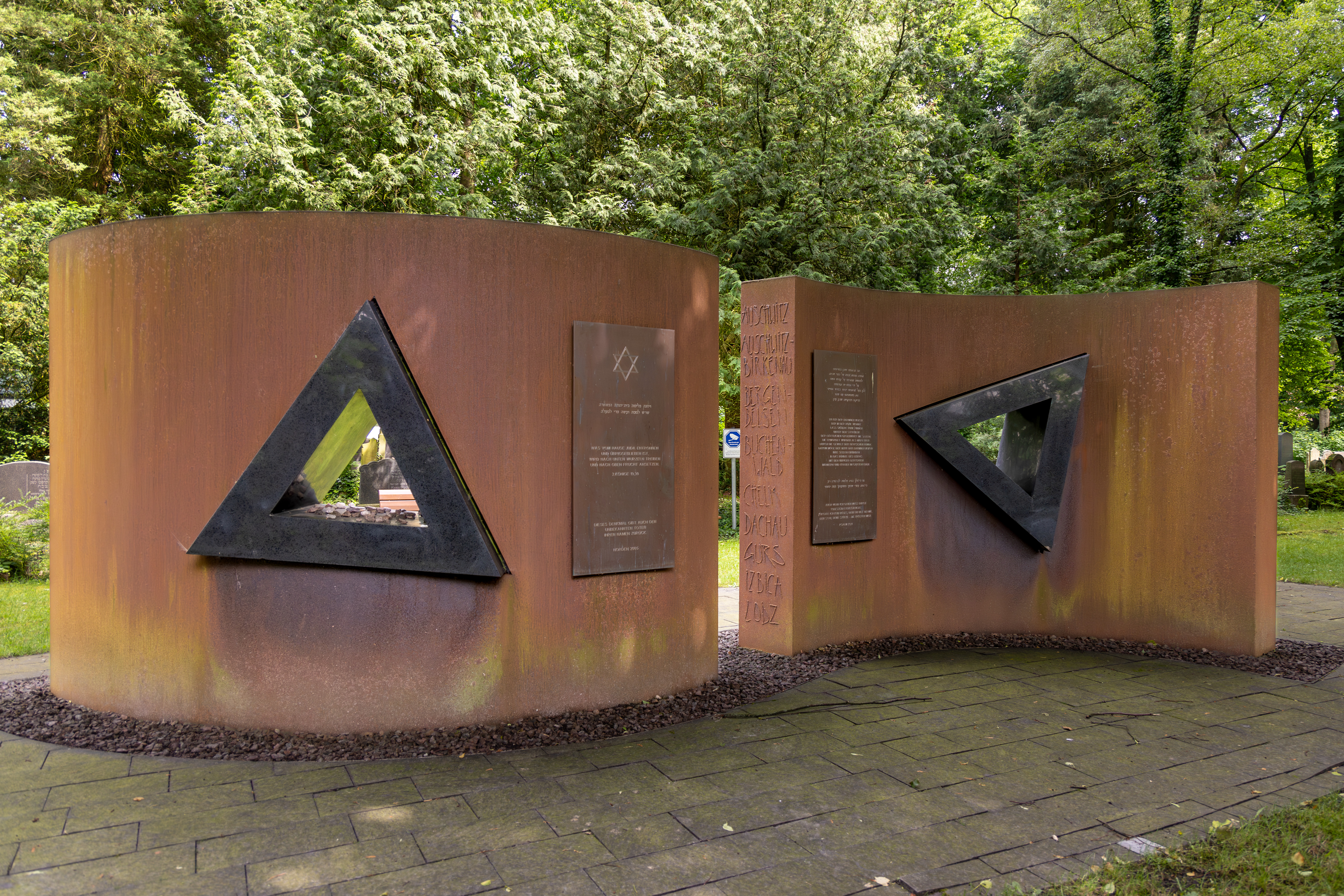
Mahnmal auf dem jüdischen Friedhof von Norden

An die jüdische Gemeinde erinnern die Gedenkstätte für die niedergebrannte Synagoge am Synagogenweg und ein Mahnmal auf dem jüdischen Friedhof. Die Gedenkstätte auf dem Grundstück der ehemalige Synagoge entstand 1987 auf Initiative der Ökumenischen Arbeitsgruppe Synagogenweg. Zentraler Bestandteil des kleinen Platzes ist ein bereits im September 1985 freigelegtes Grundmauerfragment der alten Synagoge. Das sich unterhalb des Straßenniveaus befindliche Mauernfragment wird über eine mehrstufige terrassenförmig angelegte Treppe erschlossen. Ein Hinweisschild über dem Mauernfragment erklärt seine Bedeutung. Abgerundet wird der Platz der Synagoge durch einen Gedenkstein zur Erinnerung und zur Mahnung. Die Einweihung der Anlage erfolgte aus Anlass der Woche der Begegnung 1987 im Beisein ehemaliger Norder Juden und deren Angehörigen.

## Das jüdische Gemeindezentrum
Einmalig für Ostfriesland ist das bis auf die zerstörte Synagoge komplett erhaltene Gemeindezentrum mit jüdischer Schule, dem Lehrerhaus und dem ehemaligen jüdischen Sekretariat.  Der bis dahin Judenlohne genannte Weg, an dem sich das Gemeindezentrum befand, wurde durch die Stadt in Synagogenweg umbenannt.